# Marian Nixon

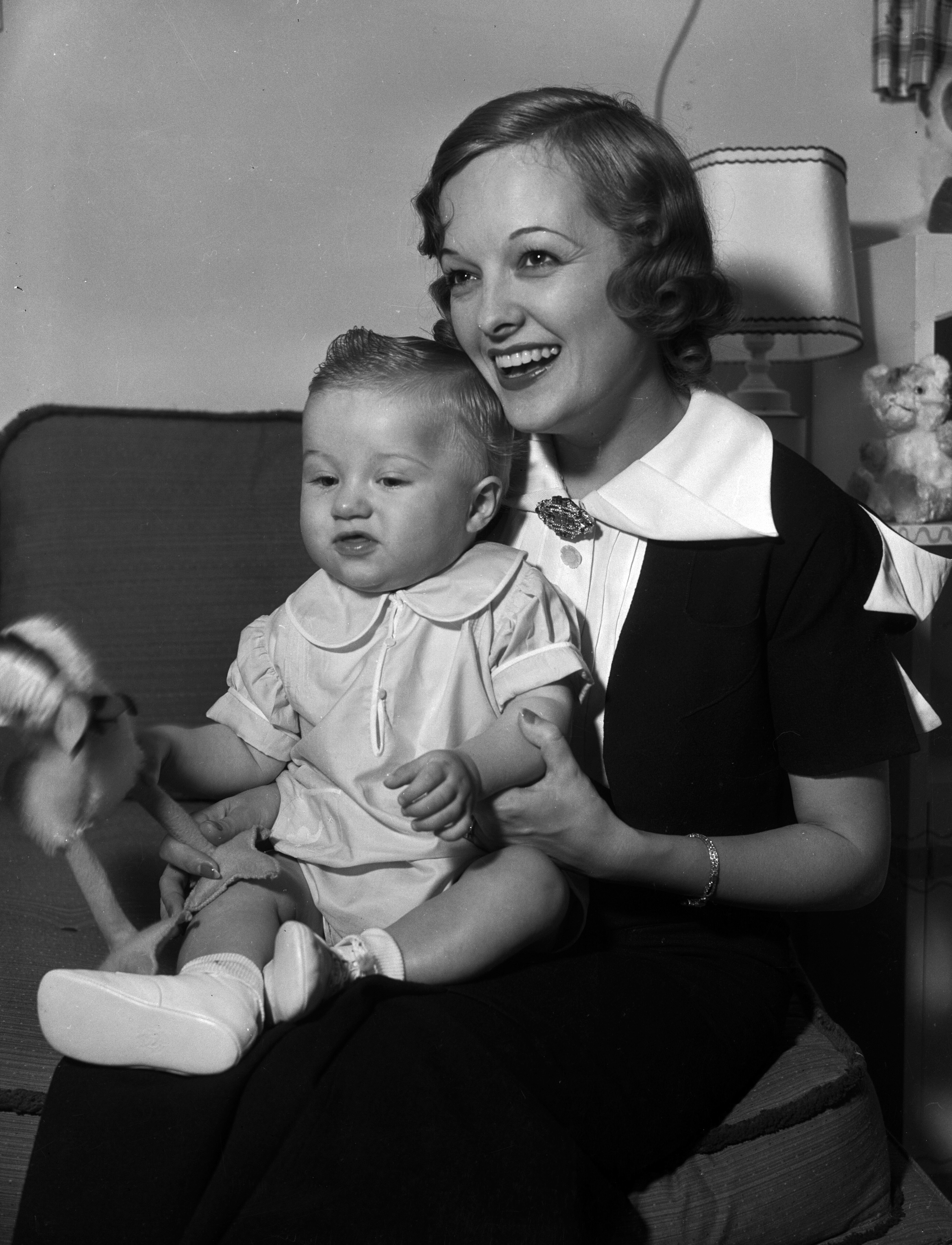
Marian Nixon mit ihrem Sohn Christopher (1936)

Marian Nixon (* 20. Oktober 1904 in Superior als Maria Nissinen; † 13. Februar 1983 in Los Angeles) war eine US-amerikanische Filmschauspielerin. Sie war eine vielbeschäftigte Darstellerin der Stummfilm- und frühen Tonfilmzeit.

## Leben und Wirken
Nixon, deren Eltern aus Finnland stammten, wurde in Superior geboren und zog mit ihren Eltern schon früh nach Minneapolis. Dort verbrachte sie ihre Kindheit und besuchte die Schule. Schon früh entwickelte sich bei ihr Interesse am Theater und am Tanz.
Sie ging nach Los Angeles und Fox Film Corporation nahm sie unter Vertrag. Zu Beginn ihrer Filmkarriere spielte sie in verschiedenen Westernfilmen mit, so in Big Dan (1923), The Vagabond Trail (1924), The Circus Cowboy (1924) und Durand of the Bad Lands (1925) jeweils an der Seite von Buck Jones oder auch in The Last of the Duanes (1924) und Der Rächer (1925) mit Tom Mix. Anschließend verlieh Fox Film Corporation sie an die Universal Studios. Diese änderten ihren Namen in Marion Nixon und ließen sie an der Seite von Hoot Gibson in The Hurricane Kid (1925), The Saddle Hawk (1925) und Let 'er Buck (1925) mitspielen. Bald wurde sie auch in anderen Filmgenren besetzt und entwickelte sich zu einer populären Darstellerin.
1924 wurde sie als vielversprechender Jungstar unter die WAMPAS Baby Stars des Jahres gewählt.
Für Aufsehen sorgte sie 1925, als sie auf dem Hollywood Boulevard einen Leoparden an der Leine führte und dazu einen Leopardenpelzmantel trug.
Unter der Regie ihres späteren Ehemanns William A. Seiter drehte sie die Filme Where Was I? (1925), Der keusche Josef (1926), Rolling Home (1926), Out All Night (1927), Chance at Heaven (1933) sowie We're Rich Again (1934).
Als Ende der 1920er-Jahre der Tonfilm in Hollywood Einzug hielt, meisterte sie im Gegensatz zu vielen ihrer Stummfilmkollegen den Umbruch ohne Probleme. In den folgenden Jahren konnte sie zahlreiche Erfolge vorweisen: In Winner Take All (1932) spielte sie an der Seite von James Cagney, in Rebecca of Sunnybrook Farm (1932) die weibliche Hauptrolle neben Ralph Bellamy und Mae Marsh sowie in Once to Every Bachelor (1934) mit Neil Hamilton.
Nachdem sie William A. Seiter am 16. August 1934 geheiratet hatte, zog sie sich 1936 von der Leinwand zurück, um sich um die gemeinsamen Kinder zu kümmern. Am 8. Februar 1960 wurde ihr ein Stern auf dem Hollywood Walk of Fame verliehen, Höhe 1724 Vine Street.
Nixon war viermal verheiratet:
1. 1925–1927 mit Joseph Benjamin (1898–1983), Boxer
2. 1929–1933 mit Edward Hillman, Jr., Kaufhauserbe
3. 1934–1964 mit William A. Seiter (1890–1964), Filmregisseur, mit dem sie einen Sohn, Christopher N. Seiter (1935–2003) und zwei Töchter, Selena († 1980) und Jessica hatte
4. 1972–1979 mit Ben Lyon, Schauspieler, (1901–1979)[3]

Sie starb 1983 im Alter von 78 Jahren im Cedars-Sinai Medical Center bei einer Operation am offenen Herzen und wurde auf dem Forest Lawn Memorial Park beigesetzt.

## Filmografie (Auswahl)
- 1923: The Shriek of Araby
- 1923: Rosita
- 1923: Eine verhängnisvolle Nacht (Big Dan)
- 1923: Die Frau des Anderen (Cupid’s Fireman)
- 1924: Just Off Broadway
- 1924: The Vagabond Trail
- 1924: The Circus Cowboy
- 1924: The Last of the Duanes
- 1925: The Hurricane Kid
- 1925: The Saddle Hawk (verschollen)
- 1925: Der Rächer (Riders of the Purple Sage)
- 1925: Let ’er Buck
- 1925: I’ll Show You the Town
- 1925: Where Was I?
- 1925: Der Mann aus dem Steckbrief (Durand of the Bad Lands)
- 1925: Sir Mortons Leidenschaft (Sporting Life)
- 1926: Hands Up!
- 1926: Der keusche Josef (What Happened to Jones)
- 1926: Rolling Home
- 1926: Der Gefangene auf der Teufelsinsel (Devil’s Island)
- 1926: Spangles
- 1927: Heroes of the Night
- 1927: The Auctioneer
- 1927: Taxi! Taxi!
- 1927: Down the Stretch
- 1927: Out All Night
- 1927: Der Chinesenpapagei (The Chinese Parrot)
- 1928: The Fourflusher
- 1928: How to Handle Women
- 1928: Out of the Ruins (verschollen)
- 1928: Jazz Mad
- 1928: Red Lips
- 1929: Man, Woman and Wife
- 1929: Silks and Saddles
- 1929: Geraldine
- 1929: The Red Sword
- 1929: Rainbow Man
- 1929: Sag’ es mit Liedern (Say It with Songs)
- 1929: In the Headlines
- 1929: Young Nowheres
- 1929: The Show of Shows
- 1929: General Crack
- 1930: Courage
- 1930: Scarlet Pages
- 1930: College Lovers
- 1930: The Pay–Off
- 1930: Ex–Flame
- 1930: Der Flüchtling (The Lash)
- 1931: Sweepstakes
- 1931: Women Go on Forever
- 1931: A Private Scandal
- 1932: Charlie Chan’s Chance
- 1932: After Tomorrow
- 1932: Amateur Daddy
- 1932: Rebecca of Sunnybrook Farm
- 1932: Winner Take All
- 1932: Madison Sq. Garden
- 1932: Too Busy to Work
- 1933: Face in the Sky
- 1933: Best of Enemies
- 1933: Pilgrimage
- 1933: Dr. Bull (Doctor Bull)
- 1933: Chance at Heaven
- 1934: The Line–Up
- 1934: Strictly Dynamite
- 1934: We’re Rich Again
- 1934: Once to Every Bachelor
- 1934: Stigmai agonias (Embarrassing Moments)
- 1934: By Your Leave
- 1935: Sweepstake Annie
- 1936: The Reckless Way
- 1936: Tango
- 1936: The Drag–Net
- 1936: Captain Calamity
- 1982: Madhouse (Fernsehserie, 1 Episode)